# Estación de bombeo

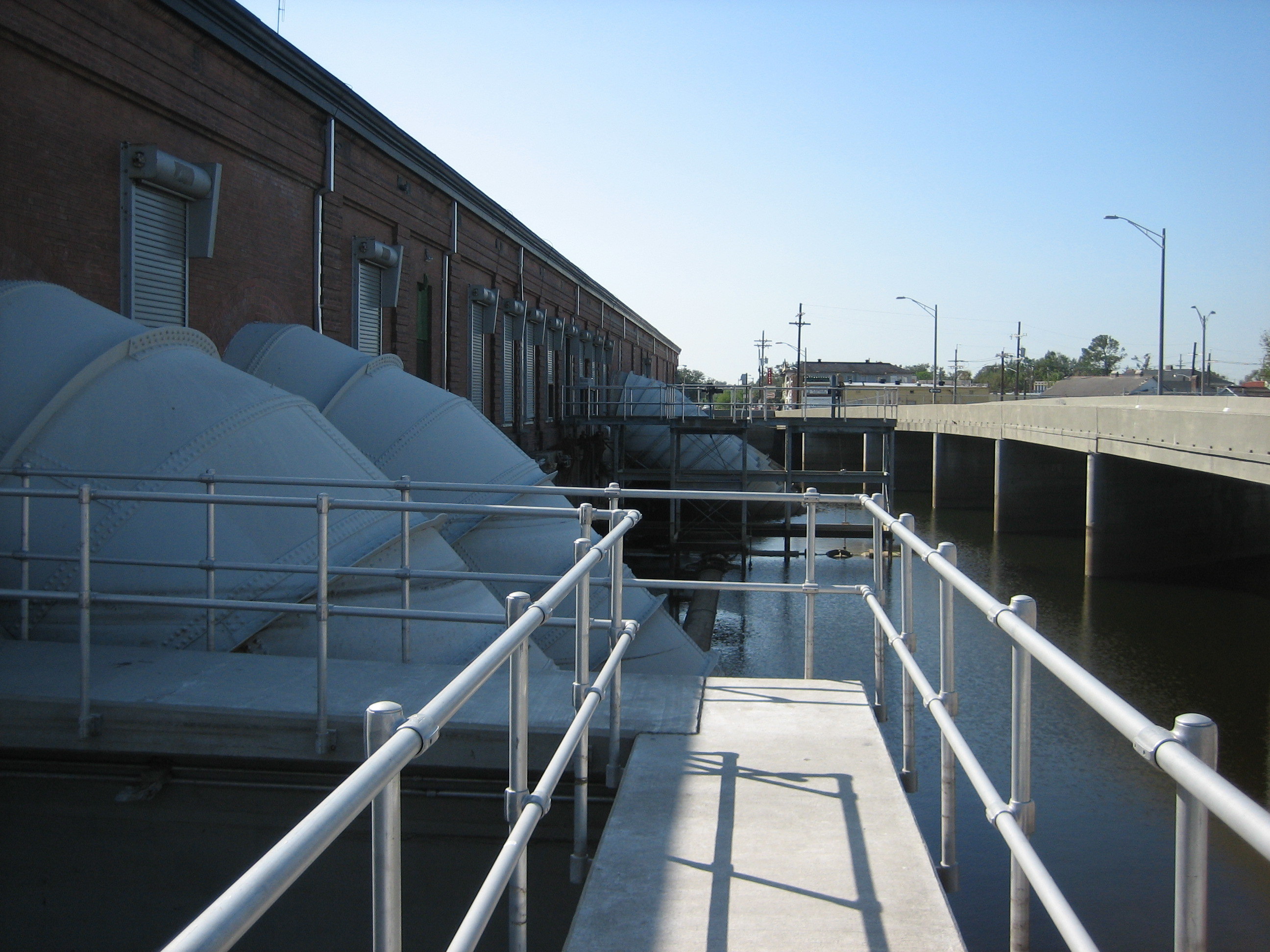
Estación de bombeo, parte del sistema de drenaje de la ciudad de Nueva Orleans.

Las estaciones de bombeo son estructuras destinadas a elevar un fluido desde un nivel energético inicial a un nivel energético mayor. Su uso es muy extendido en los varios campos de la ingeniería, así, se utilizan en:
- Redes de abastecimiento de agua potable, donde su uso es casi obligatorio, salvo en situaciones de centros poblados próximos de cadenas montañosas, con manantiales situados a una cota mayor;
- Red de saneamiento, cuando los centros poblados se sitúan en zonas muy planas, para evitar que las alcantarillas estén a profundidades mayores a los 4 - 5 m;
- Sistema de riego, en este caso son imprescindibles si el riego es con agua de pozos no artesianos;
- Sistema de drenaje, cuando el terreno a drenar tiene una cota inferior al recipiente de las aguas drenadas;
- En muchas plantas de tratamiento tanto de agua potable como de aguas servidas, cuando no puede disponerse de desniveles suficientes en el terreno;
- Un gran número de plantas industriales.

Generalmente las estaciones de bombeo constan de las siguientes partes:
- Rejas;
- Cámara de succión;
- Las bombas propiamente dichas;
- Línea de impulsión.
- Servicios auxiliares:
  - Dispositivos de protección contra el golpe de ariete;
  - Línea de alimentación de energía eléctrica o instalación para almacenamiento de combustible;
  - Sistema de monitoreo y telecomunicaciones

## Suministro de agua del canal
En países con sistemas de canales, las estaciones de bombeo también son frecuentes. Debido a la forma en que funciona el sistema de esclusa de canal, se pierde agua de la parte superior de un canal cada vez que pasa una embarcación. Además, la mayoría de las compuertas de las esclusas no son herméticas, por lo que parte del agua se filtra desde los niveles más altos del canal hacia los que están más abajo. Obviamente, el agua tiene que ser reemplazada o  los niveles superiores del canal no contendrían suficiente agua para ser navegable al irse vaciando.
Los canales generalmente se alimentan desviando el agua de los arroyos y ríos hacia las partes superiores del canal, pero si no hay una fuente adecuada disponible, se puede usar una estación de bombeo para mantener el nivel del agua. Un excelente ejemplo de una estación de bombeo de canal es la Estación de bombeo de Claverton en el Canal de Kennet y Avon en el sur de Inglaterra, Reino Unido. Esta estación bombea bombea agua desde el cercano río Avon al canal usando bombas impulsadas por una rueda hidráulica que es impulsada por el río.
Cuando no se disponga de un suministro externo de agua, se pueden emplear sistemas de retrobombeo. El agua se extrae del canal debajo de la esclusa más baja de un tramo y se bombea de regreso a la parte superior del tramo, lista para que pase el siguiente barco. Estas instalaciones suelen ser pequeñas.

## Drenaje de la tierra

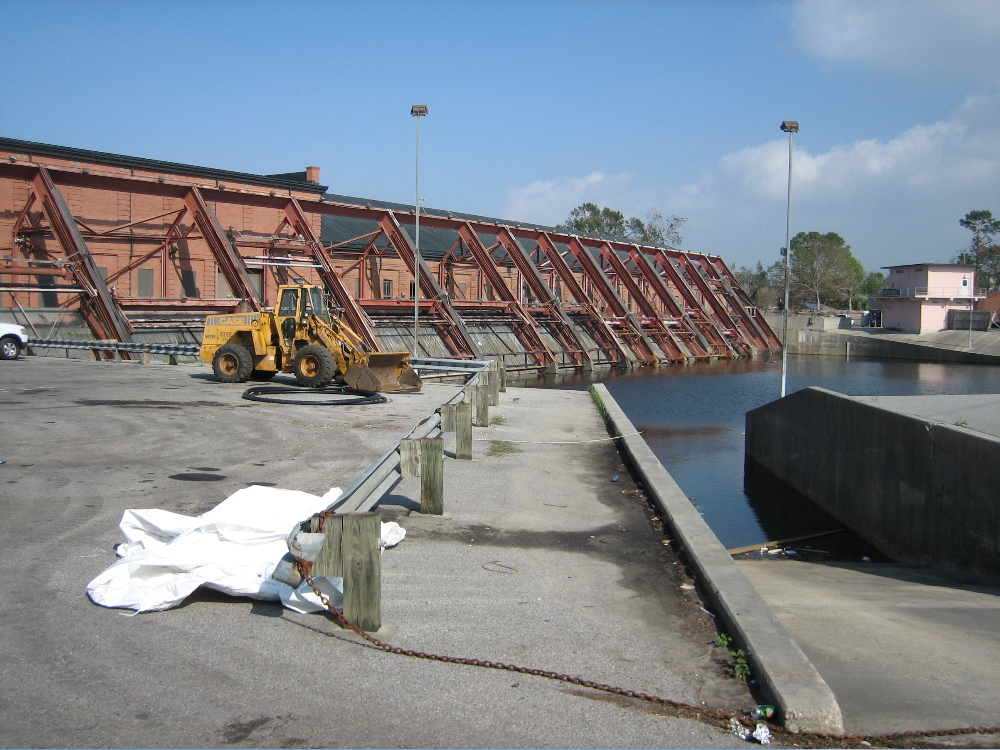
Nueva Orleans, Luisiana: Metairie Pumping Station, también conocida como Pumping Station 6, edificio, construido en 1899, cerca de Metairie Road y la cabecera del 17th Street Canal. Ahora alberga 15 bombas de tornillo de madera, puede trasladar 23 000 000 m^{3} de agua al día.

Cuando se drenan áreas bajas de tierra, el método general es cavar zanjas de drenaje. Sin embargo, si el área está por debajo del nivel del mar entonces es necesario bombear el agua hacia arriba en los canales de agua que finalmente desembocan en el mar.
Los victorianos entendieron este concepto, y en el Reino Unido construyeron estaciones de bombeo con bombas hidráulicas, impulsadas por motores de vapor para realizar esta tarea. En Lincolnshire (Reino Unido), grandes áreas de humedales al nivel del mar, llamados The Fens, se convirtieron en ricas tierras de cultivo mediante este método. La tierra está llena de nutrientes debido a la acumulación de lodo sedimentario que creó la tierra inicialmente.

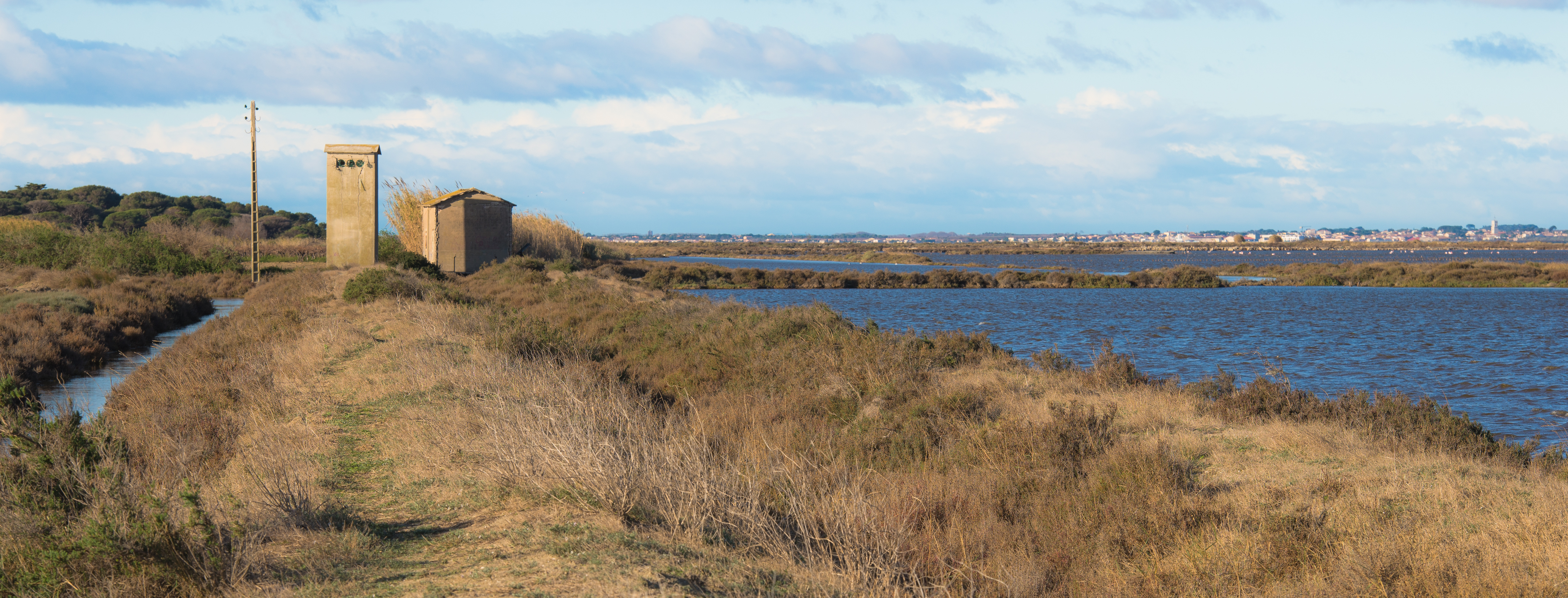
Una estación de bombeo de drenaje terrestre en Sète, Francia.

En otros lugares, las estaciones de bombeo se utilizan para eliminar el agua que ha llegado a las áreas bajas como resultado de fugas o inundaciones (en Nueva Orleans, por ejemplo).

### Estación de bombeo en paquete
En tiempos más recientes, una "estación de bombeo en paquete" proporciona una forma eficiente y económica de instalar un sistema de drenaje. Son adecuados para servicios mecánicos de construcción, recogida y bombeo de líquidos como aguas superficiales, aguas residuales o aguas residuales de zonas donde no es posible el drenaje por gravedad.
Una estación de bombeo de paquete es un sistema integrado, construido en una carcasa fabricada con materiales fuertes y resistentes a los impactos, como hormigón prefabricado, polietileno o plástico reforzado con vidrio. La unidad se suministra con la tubería interna montada, premontada y lista para su instalación en el suelo, después de lo cual se instalan las bombas sumergibles y el equipo de control. Las funciones pueden incluir controles para un funcionamiento totalmente automático; una indicación de alarma de alto nivel, en caso de falla de la bomba; y posiblemente un sistema de carril guía/acoplamiento automático/pedestal, para permitir una fácil extracción de las bombas para su mantenimiento.
Los sistemas tradicionales construidos en el sitio tienen los componentes de la bóveda de válvulas instalados en una estructura separada. Tener dos componentes estructurales puede dar lugar a problemas potencialmente graves en el sitio, como asentamientos desiguales entre los componentes, lo que genera tensión y fallas en las tuberías y las conexiones entre los componentes. El desarrollo de un sistema de estación de bombeo empacado combinó todos los componentes en una sola carcasa que no solo elimina los problemas de asentamiento irregular, sino que la plomería previa y el equipamiento de cada unidad antes de la instalación pueden reducir el costo y el tiempo involucrados con la obra civil y la mano de obra en el sitio.

## Estaciones de bombeo de agua
Las estaciones de bombeo de agua se diferencian de las estaciones de bombeo de aguas residuales en que no es necesario dimensionarlas para tener en cuenta los caudales máximos elevados. Las estaciones de bombeo de agua pueden caer en cualquiera de las siguientes cinco categorías generales:
- Bomba de fuente (como un pozo) que se descarga en un tanque elevado
- Bombeo de agua cruda de un río o lago
- Bombeo de refuerzo en línea a un tanque elevado
- Bombeo de alto servicio de agua tratada a alta presión
- Amplificador de sistema distribuido sin tanque de almacenamiento en el sistema de tuberías

Las estaciones de bombeo de agua se construyen en áreas en las que la demanda o la demanda proyectada está razonablemente definida y depende de una combinación de las necesidades del cliente y los requisitos de flujo de incendios. El consumo medio anual de agua per cápita, las horas pico y el máximo diario pueden variar mucho debido a factores como el clima, los niveles de ingresos, la población y las proporciones de usuarios residenciales, comerciales e industriales.

## Estaciones de bombeo de aguas residuales

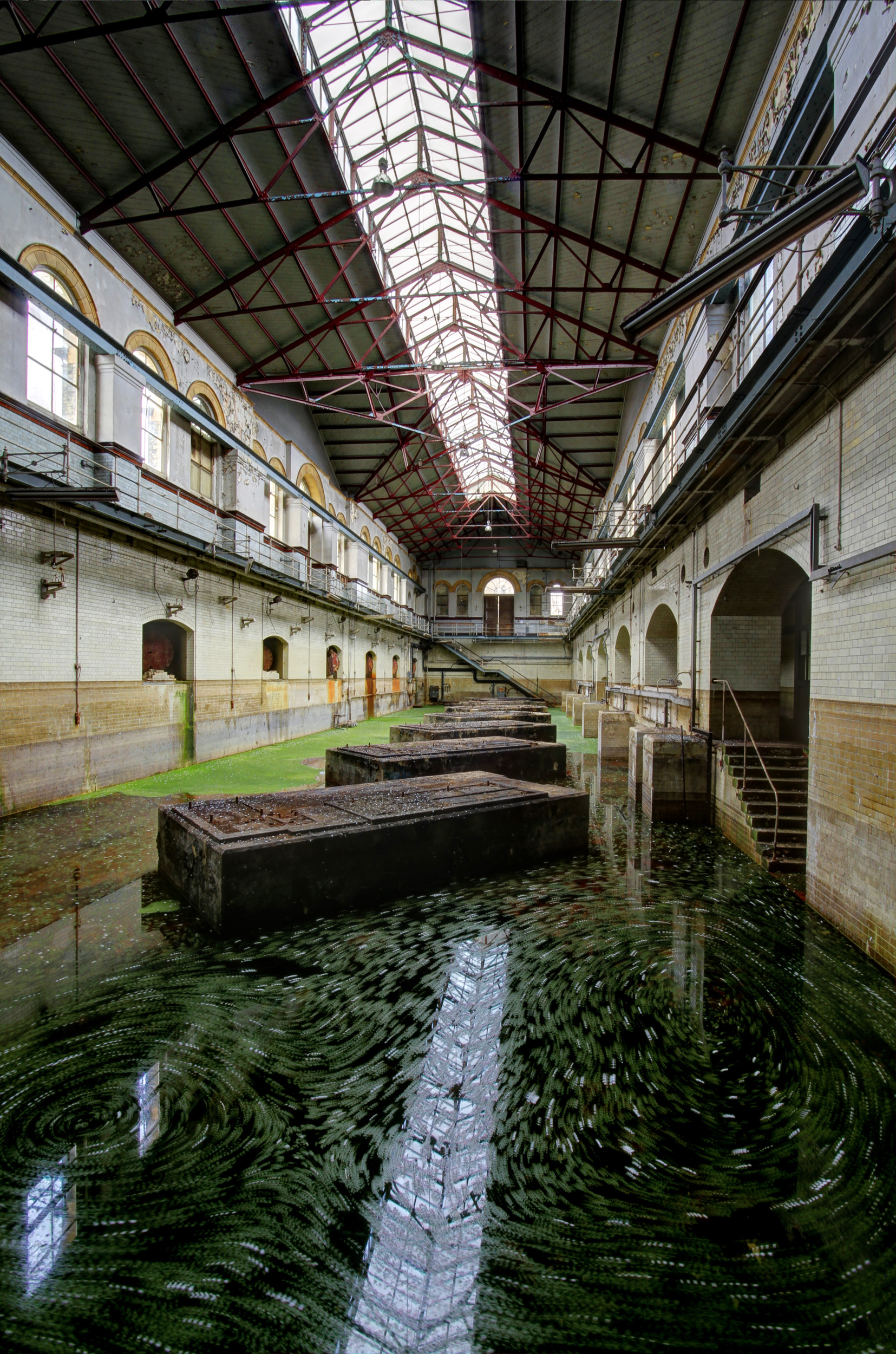
La inundada estación de bombeo C del sistema Abbey Mills, en el este de Londres, en la actualidad. Las plataformas de hormigón solían albergar grandes conjuntos de motor/bomba que llevaban las aguas residuales de un drenaje principal profundo a varios desagües de desagüe, alejándolas del centro de la ciudad.

Las estaciones de bombeo en los sistemas de recolección de aguas residuales normalmente están diseñadas para manejar aguas residuales sin tratar que se alimentan de tuberías subterráneas por gravedad (tuberías que están inclinadas para que un líquido pueda fluir en una dirección bajo la gravedad). Las aguas residuales se introducen y almacenan en un pozo, comúnmente conocido como pozo húmedo. El pozo está equipado con instrumentación eléctrica para detectar el nivel de aguas residuales presentes. Cuando el nivel de las aguas residuales se eleva a un punto predeterminado, se pondrá en marcha una bomba para elevar las aguas residuales hacia arriba a través de un sistema de tuberías presurizadas llamado tubería de fuerza de alcantarillado si las aguas residuales se transportan a una distancia significativa. La estación de bombeo puede ser llamada una estación de bombeo si la bomba sólo desemboca en una boca de alcantarilla de gravedad cerca. [3]A partir de aquí, el ciclo comienza de nuevo hasta que las aguas residuales llegan a su punto de destino, generalmente una planta de tratamiento. Con este método, las estaciones de bombeo se utilizan para trasladar los desechos a elevaciones más altas. En el caso de altos flujos de aguas residuales hacia el pozo (por ejemplo, durante períodos de flujo máximo y clima húmedo) se utilizarán bombas adicionales. Si esto es insuficiente, o en el caso de falla de la estación de bombeo, puede ocurrir un atasco en el sistema de alcantarillado, lo que lleva a un desbordamiento del alcantarillado sanitario, es decir, la descarga de aguas residuales sin tratar al medio ambiente.
Las estaciones de bombeo de aguas residuales se diseñan típicamente de modo que una bomba o un conjunto de bombas manejen las condiciones normales de flujo máximo. La redundancia está integrada en el sistema para que, en caso de que una bomba esté fuera de servicio, la bomba o bombas restantes manejarán el flujo diseñado. El volumen de almacenamiento del pozo húmedo entre las configuraciones de "bomba encendida" y "bomba apagada" está diseñado para minimizar los arranques y paradas de la bomba, pero no es un tiempo de retención tan largo como para permitir que las aguas residuales en el pozo húmedo se vuelvan sépticas.
Las bombas de aguas residuales son casi siempre bombas centrífugas de succión final con impulsores abiertos y están especialmente diseñadas con un gran paso abierto para evitar obstrucciones con escombros o enrollar escombros fibrosos en el impulsor. Un motor de inducción de CA de cuatro o seis polos normalmente impulsa la bomba. En lugar de proporcionar grandes conductos abiertos, algunas bombas, típicamente bombas de aguas residuales más pequeñas, también maceran los sólidos dentro de las aguas residuales descomponiéndolos en partes más pequeñas que pueden pasar más fácilmente a través del impulsor.
El interior de una estación de bombeo de aguas residuales es un lugar muy peligroso. Los gases venenosos, como el metano y el sulfuro de hidrógeno , pueden acumularse en el pozo húmedo; una persona mal equipada que entra en el pozo se ve afectada por los humos muy rápidamente. Cualquier entrada al pozo húmedo requiere el método correcto de entrada a espacios confinados para un entorno peligroso. Para minimizar la necesidad de entrada, la instalación normalmente está diseñada para permitir que las bombas y otros equipos se retiren del exterior del pozo húmedo.
Las estaciones tradicionales de bombeo de aguas residuales incorporan tanto un pozo húmedo como un "pozo seco". A menudo, estos son la misma estructura separados por una división interna. En esta configuración, las bombas se instalan por debajo del nivel del suelo en la base del pozo seco para que sus entradas estén por debajo del nivel del agua en el arranque de la bomba, cebando la bomba y también maximizando el NPSH disponible.. Aunque nominalmente están aislados de las aguas residuales en el pozo húmedo, los pozos secos son espacios subterráneos, confinados y requieren las precauciones adecuadas para ingresar. Además, cualquier falla o fuga de las bombas o tuberías puede descargar aguas residuales directamente en el pozo seco con una inundación completa que no es un hecho infrecuente. Como resultado, los motores eléctricos se montan normalmente por encima del rebosadero, el nivel superior del agua del pozo húmedo, generalmente por encima del nivel del suelo, y accionan las bombas de aguas residuales a través de un eje vertical extendido. Para proteger los motores sobre el suelo de la intemperie, normalmente se construyen pequeñas casas de bombas, que también incorporan la aparamenta eléctrica y la electrónica de control. Estas son las partes visibles de una estación de bombeo de aguas residuales tradicional, aunque por lo general son más pequeñas que los pozos subterráneos húmedos y secos.
Las estaciones de bombeo más modernas no requieren un pozo seco o una casa de bombas y generalmente consisten solo en un pozo húmedo. En esta configuración, las bombas sumergibles para aguas residuales con un motor eléctrico acoplado estrechamente se montan dentro del propio pozo húmedo, sumergidas dentro de las aguas residuales. Las bombas sumergibles se montan en dos rieles de guía verticales y se sellan en un "pie de pato" fijo permanentemente, que forma tanto un soporte como un codo vertical para la tubería de descarga. Para mantenimiento o reemplazo, las bombas sumergibles se levantan con una cadena desde el pie de pato y suben por los dos rieles de guía hasta el nivel de mantenimiento (normalmente el suelo). La reinstalación de las bombas simplemente invierte este proceso con la bomba que se vuelve a montar en los rieles de guía y se baja sobre el pie de pato donde el peso de la bomba lo vuelve a sellar. Como los motores están sellados y el clima no es una preocupación.
Debido a los problemas de salud y seguridad muy reducidos, y la menor huella y visibilidad, las estaciones de bombeo de aguas residuales con bomba sumergible han reemplazado casi por completo a las estaciones de bombeo de aguas residuales tradicionales. Además, un reacondicionamiento de una estación de bombeo tradicional generalmente implica convertirla en una estación de bombeo moderna instalando sumergibles en el pozo húmedo, demoliendo la casa de bombas y retirando el pozo seco, ya sea despojándolo o derribando la partición interna y fusionándola con el pozo mojado.

## Controladores electrónicos
Los fabricantes de bombas siempre han diseñado y fabricado dispositivos electrónicos para controlar y supervisar las estaciones de bombeo. Hoy en día también es muy común usar un controlador lógico programable (PLC) o una Unidad Terminal Remota (RTU) para tal trabajo, pero la experiencia necesaria para resolver ciertos problemas en particular, hace que sea fácil elegir buscar para un controlador de bomba específico.
Las RTU son muy útiles en el monitoreo remoto de cada estación de bombeo desde una sala de control centralizada con sistemas SCADA (Control de supervisión y adquisición de datos). Esta configuración puede ser útil para monitorear las fallas de la bomba, los niveles y otras alarmas y parámetros, haciéndolo más eficiente.

## Esquemas de almacenamiento por bombeo
Un esquema de almacenamiento por bombeo es un tipo de central eléctrica para almacenar y producir electricidad para abastecer picos de demanda elevados mediante el movimiento de agua entre embalses a diferentes alturas.
Por lo general, el agua se canaliza desde un reservorio de alto nivel a un reservorio de bajo nivel, a través de generadores de turbina que generan electricidad. Esto se hace cuando se requiere que la estación genere energía. Durante los períodos de baja demanda, como durante la noche, los generadores se invierten para convertirse en bombas que mueven el agua de regreso al depósito superior.

## Estaciones de bombeo notables
Hay miles de estaciones de bombeo en todo el mundo. La siguiente es una lista de algunas descritas en esta enciclopedia:

### España
- Estaciones de abastecimiento público de agua en Barcelona. Uno de ellos es patrimonio del Museo de Historia de la Ciudad de Barcelona, llamada Casa del Agua.[4] Otro es un museo en sí mismo: Museu Agbar de les Aigües (museo Agbar del agua).[5]

### Países Bajos
Drenaje de tierras
- Estación de bombeo Cruquius (En funcionamiento, pero ya no funciona con vapor.)
– un motor de Cornualles de 8 vigas con el cilindro más grande (3,5 m de diámetro) del mundo.
- Ir. D. F. Woudagemaal, (ir. Estación de bombeo de Wouda) (la estación de bombeo a vapor más grande del mundo), ya reemplazada y en la actualidad declarada Patrimonio de la Humannidad por la UNESCO desde 1998.

### Irak
Sistema de drenaje agrícola
- Estación de bombeo de drenaje de Nasiriya, provincia de Dhi Qar

### Canadá
- Hamilton Museum of Steam and Technology, la primera obra hidráulica de Hamilton, Ontario, impulsada por dos máquinas de vapor de 1859